# Belén Rueda
María Belén Rueda García-Porrero (Madrid, 16 marzo 1965) è un'attrice e conduttrice televisiva spagnola.

## Biografia
María Belén Rueda García-Porrero è nata a Madrid il 16 marzo 1965 da padre ingegnere civile e madre maestra di ballo. La sorella minore soffriva di problemi respiratori e, da bambina, fu costretta a trasferirsi con la famiglia ad Alicante. All'età di 18 anni si trasferisce nuovamente a Madrid per proseguire gli studi di architettura, che lascerà qualche anno più tardi, dopo aver conosciuto un italiano, Massimo Cecchini, suo futuro marito (dal 1985 al 1987). È stata sposata (dal 2003 al 2006, dopo 15 anni di convivenza) anche con il produttore Daniel Écija, da cui ha avuto tre figlie, Belén (1994), Maria (1996) e Lucia (1998); la loro seconda figlia morì di una malattia di cuore. È stata inoltre legata dal 2009 al 2014 all'impresario francese Roger Vincent.
Proprio a Madrid, comincia la sua carriera, dapprima come modella, per poi diventare una presentatrice per la tv privata Telecinco, e quindi attrice. Ha partecipato a molte serie televisive spagnole di successo, tra le quali Médico de familia, format originale che in Italia diventerà Un medico in famiglia, Los Serrano che invece diventerà I Cesaroni e Periodistas.
Il suo debutto sul grande schermo risale al 2004, quando interpreta il ruolo di Julia nel film Mare dentro di Alejandro Amenábar, ruolo che le vale un Premio Goya. Nel 2007 ottiene un ruolo in Savage Grace di Tom Kalin e ha ricevuto una candidatura al Premio Goya per il suo ruolo nel film The Orphanage. Continua a lavorare per la televisione, partecipando come protagonista a Los Serrano, La princesa de Eboli miniserie storica e Luna, el misterio de Calenda miniserie a fianco di Leonardo Sbaraglia e L'ambasciata. Nel 2017 è tra i protagonisti di Perfectos desconocidos, versione spagnola del film Perfetti sconosciuti.

## Filmografia

### Cinema
- Mare dentro (Mar adentro), regia di Alejandro Amenábar (2004)
- Retruc, regia di Francesc Talavera - Cortometraggio (2005)
- Savage Grace, regia di Tom Kalin (2007)
- The Orphanage (El orfanato), regia di Juan Antonio Bayona (2007)
- 8 citas, regia di Peris Romano e Rodrigo Sorogoyen (2008)
- Spanish Movie, regia di Javier Ruiz Caldera (2009)
- El mal ajeno, regia di Óskar Santos Gómez (2010)
- Con gli occhi dell'assassino (Los ojos de Julia), regia di Guillem Morales (2010)
- Don't Be Afraid, regia di Montxo Armendáriz (2011)
- El cuerpo, regia di Oriol Paulo (2012)
- I segreti del settimo piano (Séptimo), regia di Patxi Amezcua (2013)
- Ismael, regia di Marcelo Piñeyro (2013)
- Una vez, regia di María Guerra e Sonia Madrid - Cortometraggio (2015)
- Broken Basket, regia di Roberto Ruiz Céspedes - Cortometraggio (2015)
- La notte che mia madre ammazzò mio padre (La noche que mi madre mató a mi padre), regia di Inés París (2016)
- Orbita 9, regia di Hatem Khraiche (2017)
- Perfectos desconocidos, regia di Álex de la Iglesia (2017)
- Il quaderno di Sara, regia di Norberto Lopez Amado (2018)
- Durante la tormenta, regia di Oriol Paulo (2018)
- Il silenzio della città bianca (El silencio de la ciudad blanca), regia di Daniel Calparsoro (2019)
- La famiglia ideale (La familia perfecta), regia di Arantxa Echevarría (2021)
- Fenómenas - Indagini occulte (Phenomena), regia di Carlos Therón (2023)
- La ermita, regia di Carlotta Pereda (2023)

### Televisione
- Médico de familia - serie TV, 5 episodi (1997)
- 7 vidas - serie TV, 1 episodio (2001)
- Periodistas - serie TV, 114 episodi (1998-2002)
- Los Serrano - serie TV, 102 episodi (2003-2008)
- La princesa de 'Eboli - miniserie TV, 2 episodi (2010)
- El barco - serie TV, 3 episodi (2011)
- Luna, el misterio de Calenda - serie TV, 20 episodi (2012-2013)
- B&b - de boca en boca - serie TV, 29 episodi (2014-2015)
- L'ambasciata (La embajada) – serie TV, 11 episodi (2016)
- Madri - Una vita d'amore (Madres. Amor y vida) - serie TV, 34 episodi (2020-2021)
- El grito de las mariposas - serie TV, 13 episodi (2022)

### Doppiatrice
- Cuerdas, regia di Pedro Solís García - cortometraggio (2014)

## Doppiatrici italiane
Nelle versioni in italiano delle opere in cui ha recitato, Belén Rueda è stata doppiata da:
- Franca D'Amato in Savage Grace, The Orphanage, Fenómenas - Indagini occulte
- Alessandra Korompay ne L'ambasciata, Il silenzio della città bianca
- Emanuela Rossi in La famiglia ideale
- Cristiana Lionello in Mare dentro
- Maddalena Vadacca in Con gli occhi dell'assassino (Julia)
- Cinzia Massironi in Con gli occhi dell'assassino (Sara)
- Claudia Catani in La notte che mia madre ammazzò mio padre
- Giuppy Izzo in Madri - Una vita d'amore